# Малликен, Роберт Сандерсон
Ро́берт Са́ндерсон Ма́лликен (англ. Robert Sanderson Mulliken; 7 июня 1896, Ньюберипорт, Массачусетс — 31 октября 1986, Арлингтон, Виргиния) — американский физик и химик, профессор, лауреат Нобелевской премии по химии (1966).
Член Национальной академии наук США (1936), иностранный член Лондонского королевского общества (1967).

## Ранние годы жизни
Родился в семье Сэмюэла Парсонса Малликена, профессора органической химии Массачусетского технологического института, и Кэтрин (Уилмарт) Малликен. Интересоваться наукой, в том числе вопросами строения атома начал с детства. Помогал отцу в редактировании его четырёхтомного труда по номенклатуре органических соединений и таким образом приобрёл обширные знания в этом вопросе.

## Образование
Окончил школу в Ньюберипорте в 1913 году и поступил в Массачусетский технологический институт, сумев выиграть стипендию на обучение (как и его отец). Специализировался в химии. Ещё студентом опубликовал первую научную работу, посвящённую синтезу органических хлоридов. Учась в институте, Малликен ещё не был уверен, что выберет научную деятельность, поэтому изучал также химическую технологию и даже посещал химические заводы в Массачусетсе и Мэне. В 1917 году получил степень бакалавра по химии.

## Начало карьеры
Во время первой мировой войны в течение девяти месяцев работал в Американском Университете в Вашингтоне, занимался синтезом ядовитых газов под руководством Джеймса Конанта, затем был призван в армию, служил в войсках химической защиты, но и во время службы занимался той же темой.
После службы работал в «Нью-Джерси цинк компани», изучая эффекты воздействия цинка на резину, но быстро понял, что это не та область химии, которая ему интересна. Поэтому в 1919 году он поступил в аспирантуру по химии в Чикагском университете.

## Защита степени и дальнейшая карьера
В 1921 году Малликен получил докторскую степень по физической химии, защитив диссертацию на тему о разделении изотопов ртути методом фракционной перегонки. В Чикагском университете он также прослушал курс по физике, получив представление о квантовой теории и заинтересовавшись ею. В это время Малликен получил стипендию Государственного научно-исследовательского совета, которая позволила Малликену продолжать изучение поведения изотопов. В ходе своих исследований он заинтересовался влиянием изотопов на линейчатые спектры двухатомных молекул, таких как нитрид бора (сравнивая молекулы с изотопами B10 и B11).
В 1923 году стипендия была продлена ещё на два года. Малликен отправился в Гарвардский университет, чтобы изучать технику спектроскопии у Фредерика Сандерса. В это время там работали многие будущие светила науки, такие, как Роберт Оппенгеймер и другие, с которыми Малликен неоднократно общался.
В 1925 году отправился в Европу, чтобы пополнить знания по физике и спектроскопии. Он работал совместно с великими учёными, будущими лауреатами нобелевских премий: Эрвином Шрёдингером, Полем Дираком, Вернером Гейзенбергом, Луи де Бройлем, Максом Борном, Вальтером Боте. В 1926 году вернулся в США в качестве ассистент-профессора физики Вашингтон-Скуэар-колледжа Нью-Йоркского университета. В 1927 году Малликен снова уехал в Европу. В это время Эрвин Шрёдингер, Макс Борн и Вернер Гейзенберг только что опубликовали подробные математические выкладки по квантовой теории. В них содержались формулы, которые можно было использовать для описания поведения электронов в атомах. Тем не менее электронная структура молекул поддавалась анализу с очень большим трудом. Малликен, работая с Фридрихом Хундом (который в то время также как и Малликен изучал линейчатые спектры двухатомных молекул) в Гёттингенском университете в Германии, разработал новый, более точный метод описания электронной структуры молекулы и химических связей в молекуле — метод молекулярных орбиталей. Малликену удалось доказать преимущество своей модели образования молекулярных химических связей при анализе комплексных молекул, а также установить форму и относительные энергии орбиталей для многих соединений. Этот метод впоследствии получил название теории Хунда—Малликена.
В период с 1926 по 1928 году Малликен также преподавал на физическом факультете Нью-Йоркского университета, в 1928 году вернулся в Чикагский университет, став там адъюнкт-профессором физики, в 1931 году — полным профессором. Малликен работал на стыке физики и химии, и в Чикагском университете занимал должности и на физическом, и на химическом отделении. И в Нью-Йорке, и в Чикаго Малликен продолжал разрабатывать метод молекулярных орбиталей.
К тому времени уже был разработан метод валентных связей, который должен был описывать электронную структуру молекулы. Однако метод молекулярных орбиталей оказался гораздо более полным, лучше соответствующим опытным данным, более гибким.
В 1934 году Малликен предложил новую шкалу электроотрицательности (шкалу Малликена), в некоторых моментах отличающуюся от шкалы Полинга, однако тесно с ней связанную. В 1936 году он стал самым молодым за всю историю членом американской Национальной академии наук.
Во время второй мировой войны, с 1942 по 1945 год Малликен занимал пост директора по учебной информационной работе над плутониевым проектом в Чикагском университете, а в 1955 был атташе по науке в посольстве США в Лондоне.
В 1952 году он начал исследования по применению квантовой механики к реакциям между кислотами и основаниями Льюиса (см. Теории кислот и оснований), с 1957 по 1961 год являлся заслуженным профессором Чикагского университета.
В 1966 году Малликену была присуждена Нобелевская премия по химии «за фундаментальную работу по химическим связям и электронной структуре молекул, проведённую с помощью метода молекулярных орбиталей».
Помимо своей работы в Чикагском университете, Малликен много выступал с лекциями. В 1960 году он читал лекции в Корнеллском, а в 1965 году — в Йельском университетах. Тогда же, в 1965, Малликен был приглашённым профессором Амстердамского университета. После официального ухода в отставку в 1961 году он как заслуженный профессор физики и химии продолжал работать в Чикагском университете, изучая молекулярную структуру и спектры широкого диапазона соединений, от двухатомных молекул до сложных комплексов. С 1965 по 1971 год Малликен в течение зимних месяцев занимал также должность заслуженного профессора химической физики Флоридского государственного университета.

## Личная жизнь
В 1929 году Малликен женился на Мэри Хелен фон Ной, дочери австрийского геолога, который, иммигрировав в США, преподавал в Чикагском университете. У супругов родились две дочери. Малликена описывают как непритязательного, добродушного человека. Он обладал широкими познаниями в ботанике, с удовольствием водил машину, любил восточные ковры, увлекался искусством.

## Награды и научное признание
Помимо Нобелевской премии, Малликен был награждён Американским химическим обществом медалью Гилберта Ньютона Льюиса (1960), медалью Теодора Уильяма Ричардса (1960), наградой Петера Дебая по физической химии (1963) и медалью Уилларда Гиббса (1965). Дважды получал Стипендию Гуггенхайма: в 1929 году и в 1932 году. Он был членом американской Национальной академии наук (1936), Американской ассоциации содействия развитию науки и Американской академии наук и искусств, а также иностранным членом Лондонского королевского общества (1967). Малликену были присуждены почётные степени Колумбийского, Маркеттского, Кембриджского и Стокгольмского университетов.

## Конец жизни
Малликен умер в доме своей дочери в Арлингтоне от застойной сердечной недостаточности. Похоронен в Чикаго.